# 镶嵌青瓷

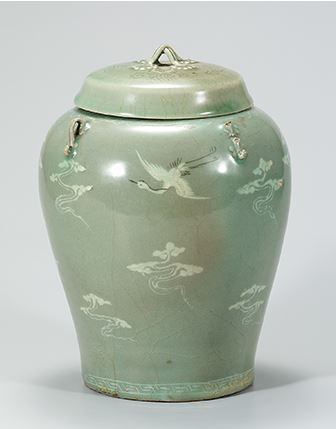
镶嵌青瓷云鹤纹蜜罐

镶嵌青瓷（：／），也称象嵌青瓷，是一种使用镶嵌装饰技法烧制的最具代表性的高丽青瓷。镶嵌青瓷出现于10世纪后半期，12世纪中叶进入鼎盛期，直至1231年蒙古入侵高丽。朝鲜王朝时期，镶嵌青瓷的镶嵌技法在粉青沙器和朝鲜白瓷中得到延续，出现了镶嵌粉青沙器和镶嵌白瓷。

## 历史

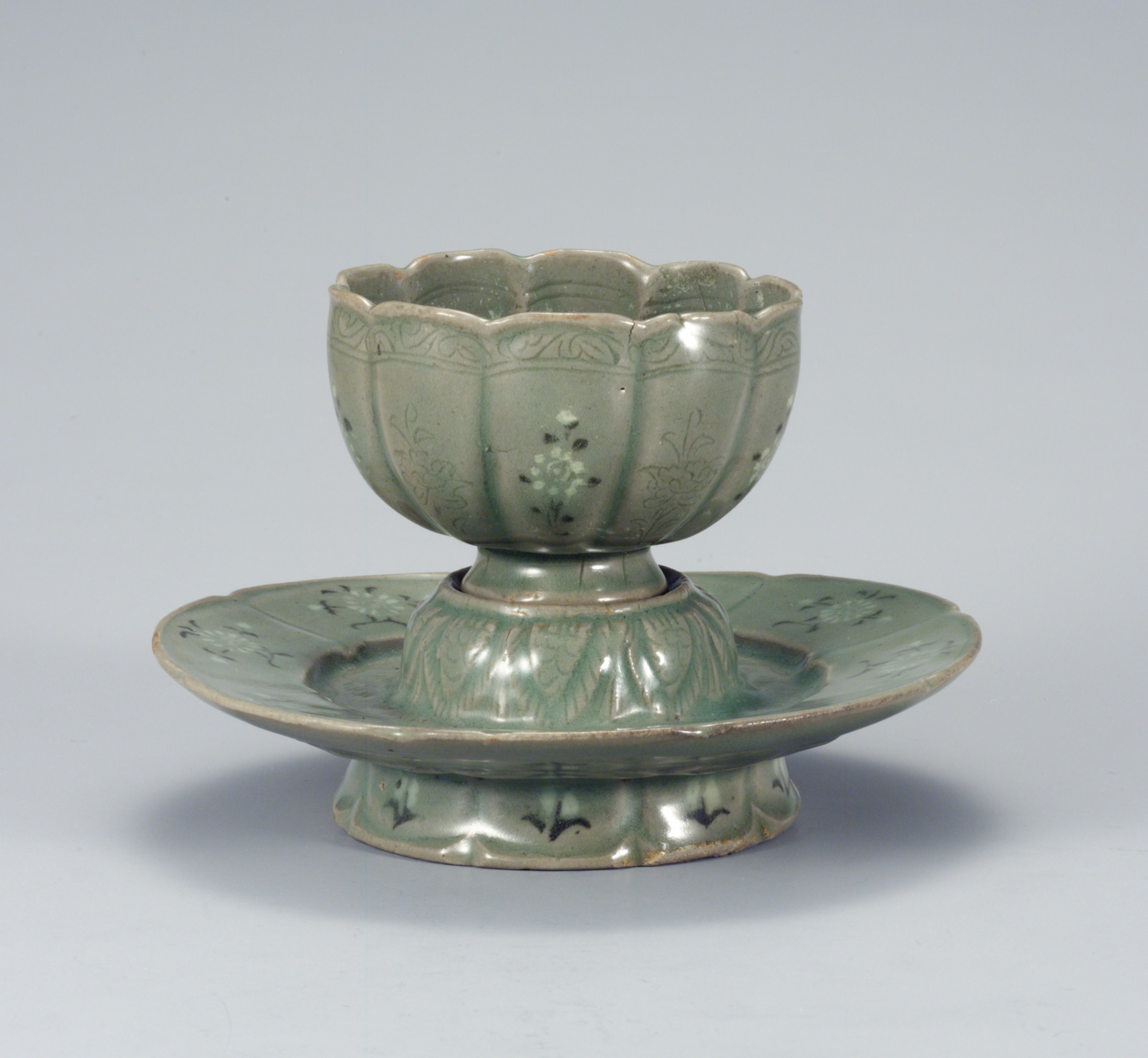
镶嵌青瓷菊花纹杯与托盏

根据韩国京畿道龙仁市、全罗南道咸平郡等地古窑址的考古发现，韩国学术界认为镶嵌青瓷出现于10世纪后半期:19。早期的镶嵌青瓷数量非常少，纹样朴素、单调。考古发现的11世纪带有铭文的镶嵌瓷显示11世纪高丽已经有了镶嵌铭文。进入12世纪后，高丽青瓷的镶嵌技艺日臻完善，发展成为一种主要的从属纹装饰技法。少量青瓷也出现单独的镶嵌折枝纹。:19。
12世纪中叶，随着高丽青瓷镶嵌技法的日趋成熟，镶嵌青瓷开始进入全盛时期。这一时期的高丽青瓷釉色透彻、亮丽，并出现开片。器形方面显示出流畅、柔和的高丽风格，摆脱了棱角犀利的中国陶瓷的影响。12世纪后半期，镶嵌青瓷已发展成为高丽代表性陶瓷，被大量批量生产。与此同时，高丽青瓷的镶嵌方法与纹样也日趋繁多，主纹与从属纹开始一起使用，传统的印花云鹤纹、折枝纹以及牡丹唐草纹等纹样也镶嵌得更加精巧，从而形成高丽青瓷独有的风格。:21
1231年蒙古入侵高丽后，包括青瓷在内的许多高丽文化遭到破坏，镶嵌青瓷从此由鼎盛走向衰退。不过高丽青瓷的镶嵌技法在之后朝鲜王朝时期的粉青沙器和朝鲜白瓷中继续延用，出现了镶嵌粉青沙器和镶嵌白瓷。:62

## 工艺
镶嵌青瓷的制作工艺是在瓷胎上刻画出纹样，填充颜料后经修整加釉烧制而成。高丽青瓷的镶嵌与传统金属、漆器的镶嵌工艺类似，不过高丽最早将此工艺运用于青瓷装饰。镶嵌颜料烧制后呈现黑白两色与青瓷自身的青色浑然一体，形成古朴、浑厚的独特视觉美感。:19
镶嵌颜料的填加根据刻画方法的不同而不同。阴刻出的纹饰，颜料填在纹饰上，阳刻出的纹饰，颜料则施加在纹饰之外的地方。

## 图集

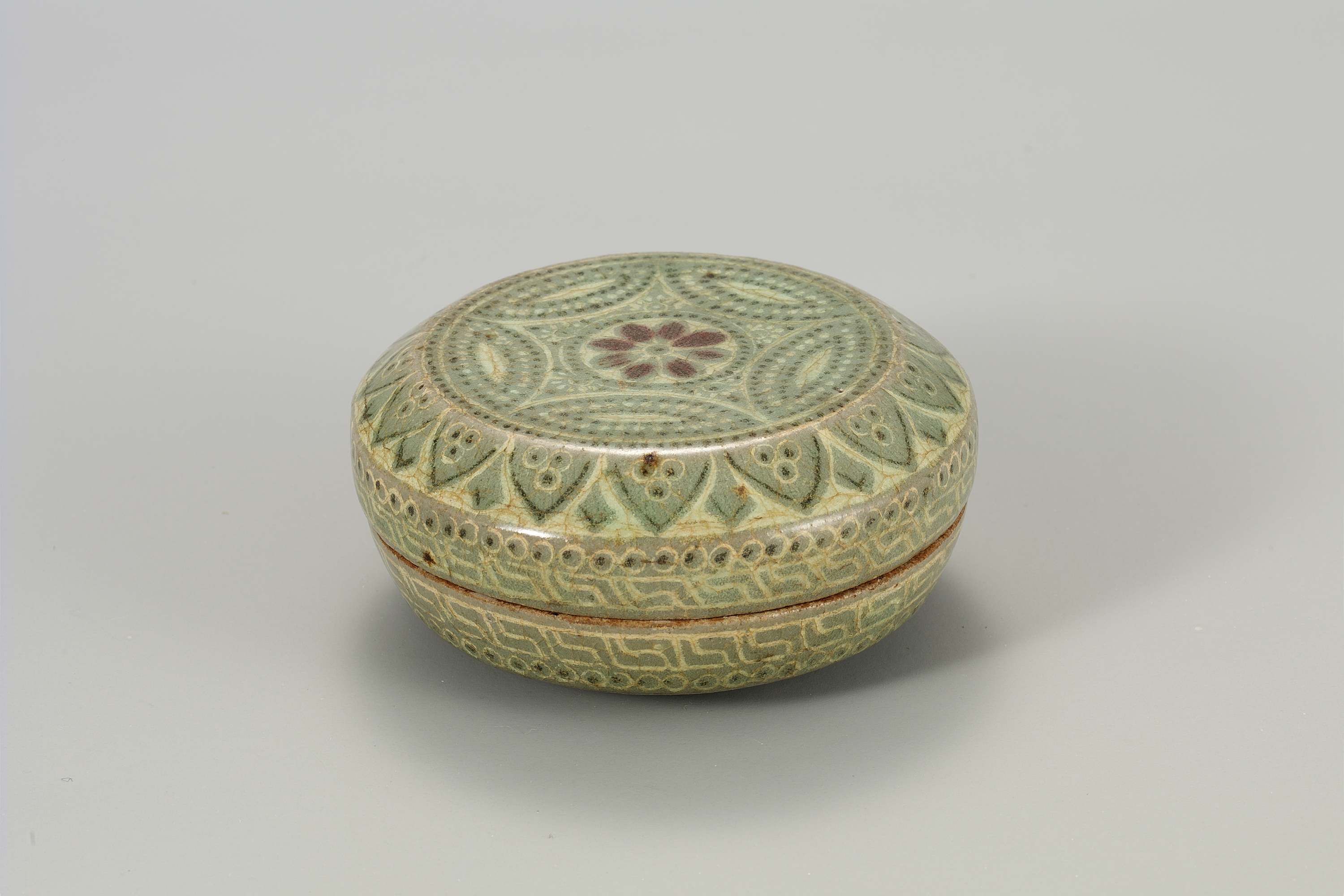
青瓷镶嵌辰砂彩菊花纹盒
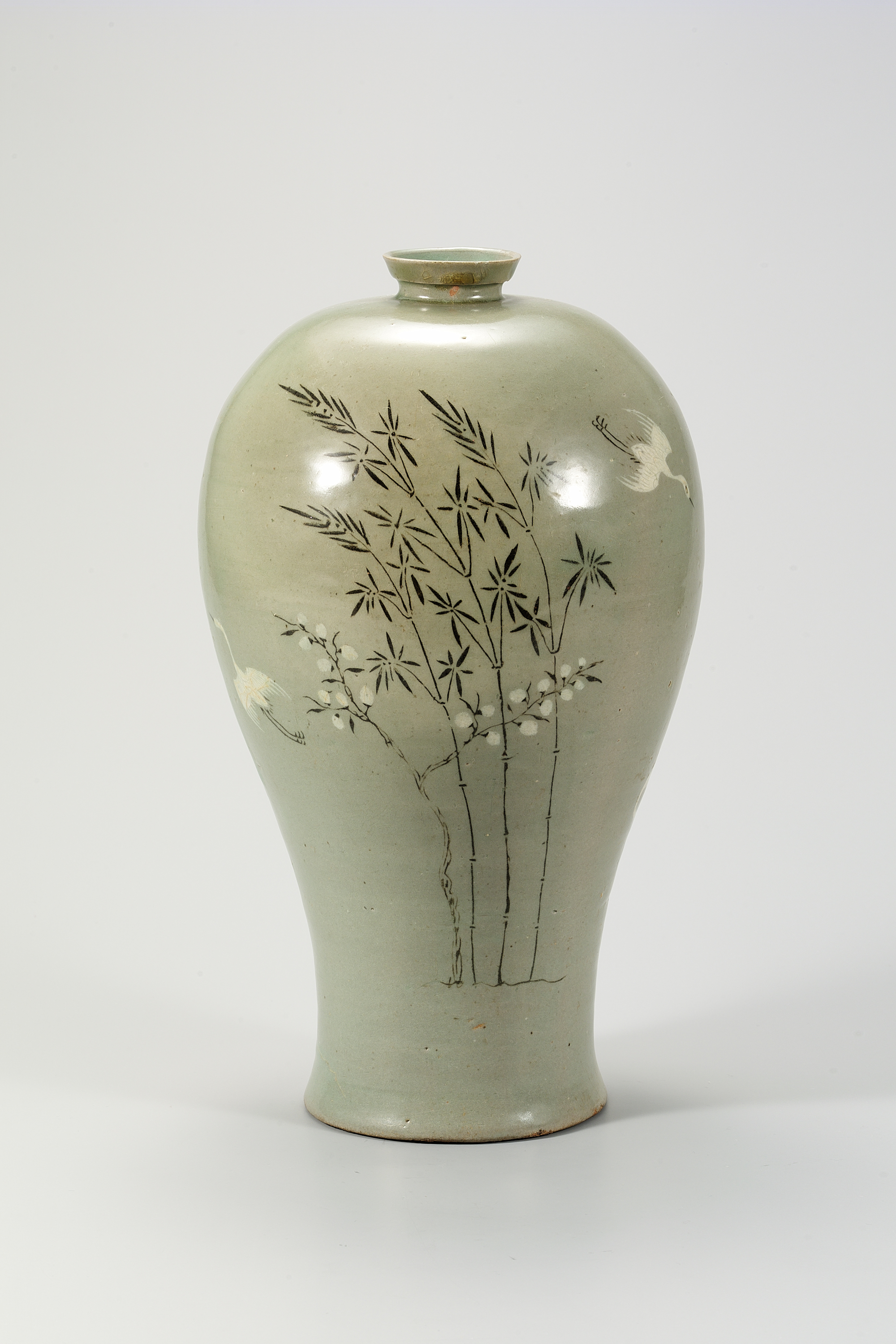
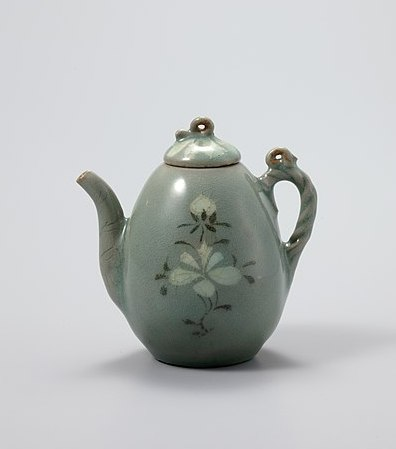
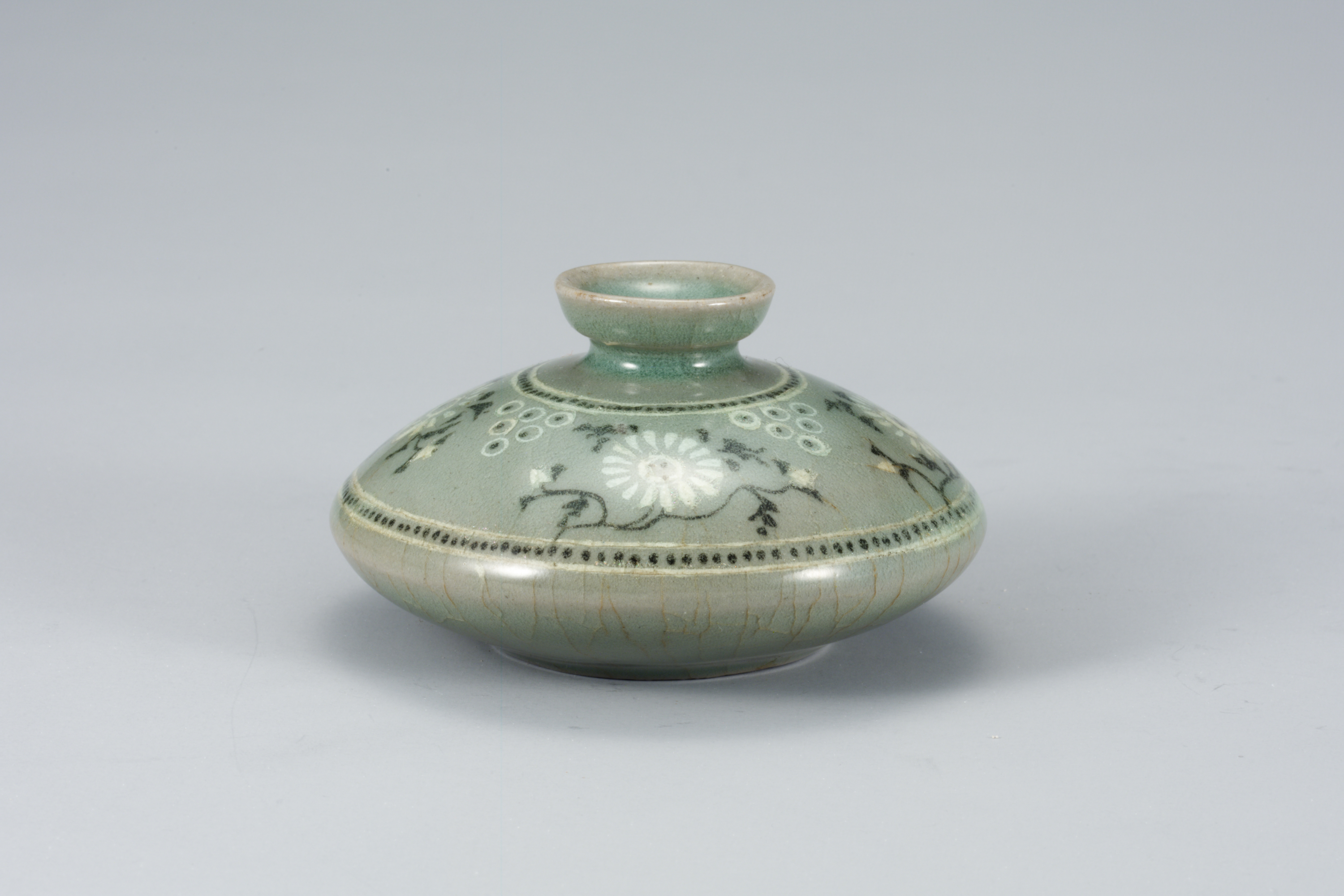
青瓷镶嵌油壶
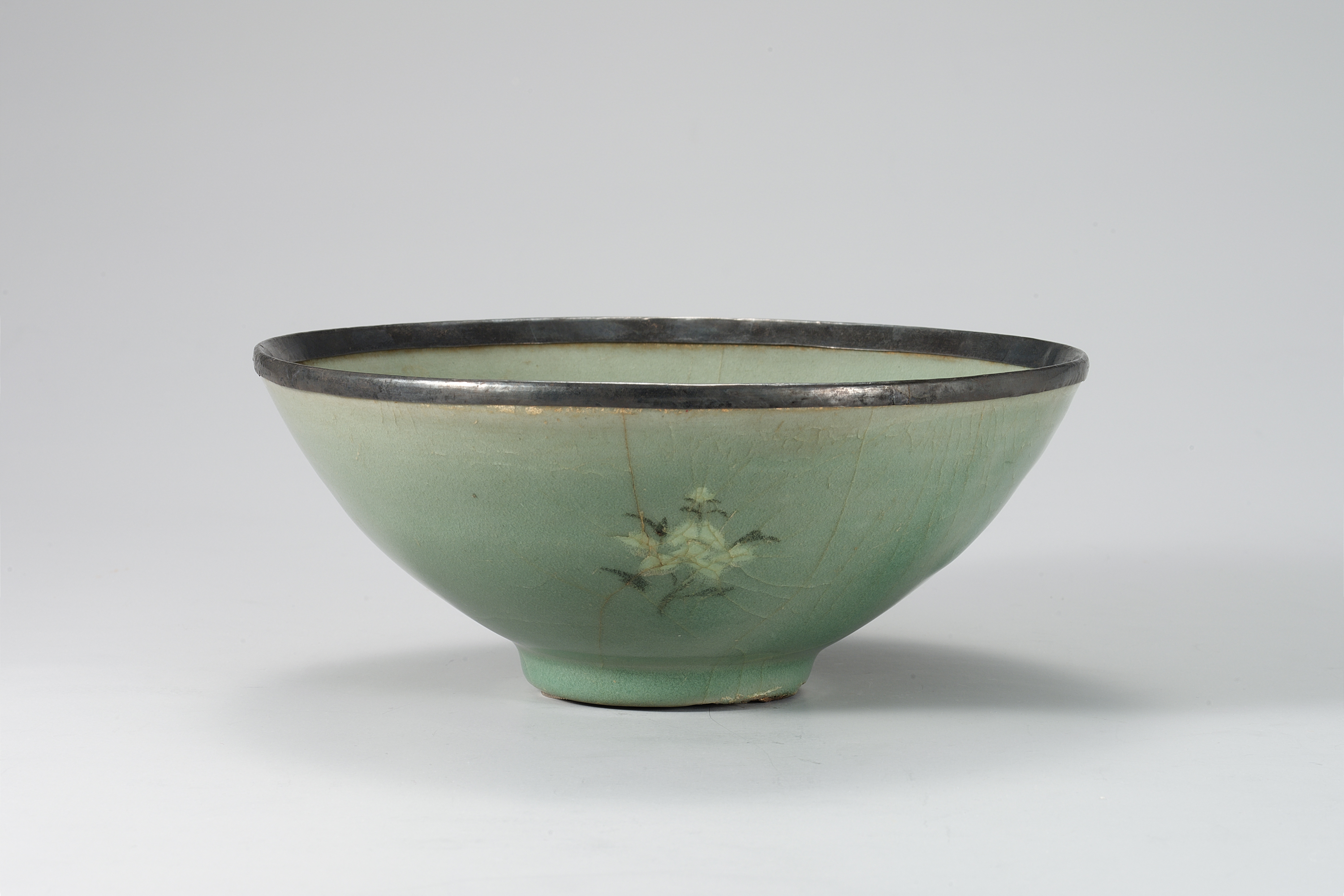
青瓷陽印刻連唐草·象嵌牡丹文銀釦大楪（朝鲜语：청자_양각연화당초_상감모란문_은테_발）
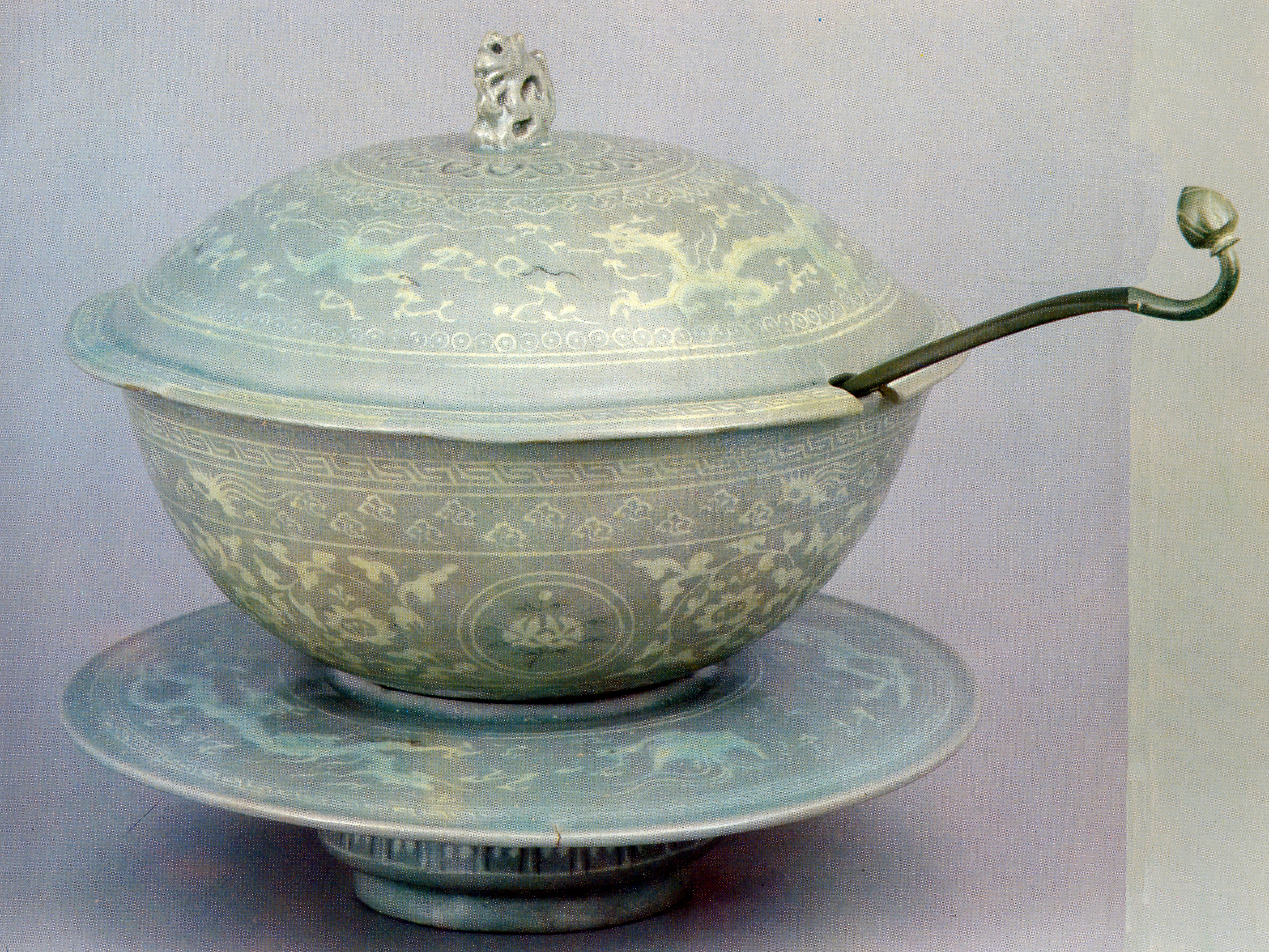
青瓷镶嵌龙凤牡丹纹盒（朝鲜语：青瓷镶嵌龙凤牡丹纹盒）
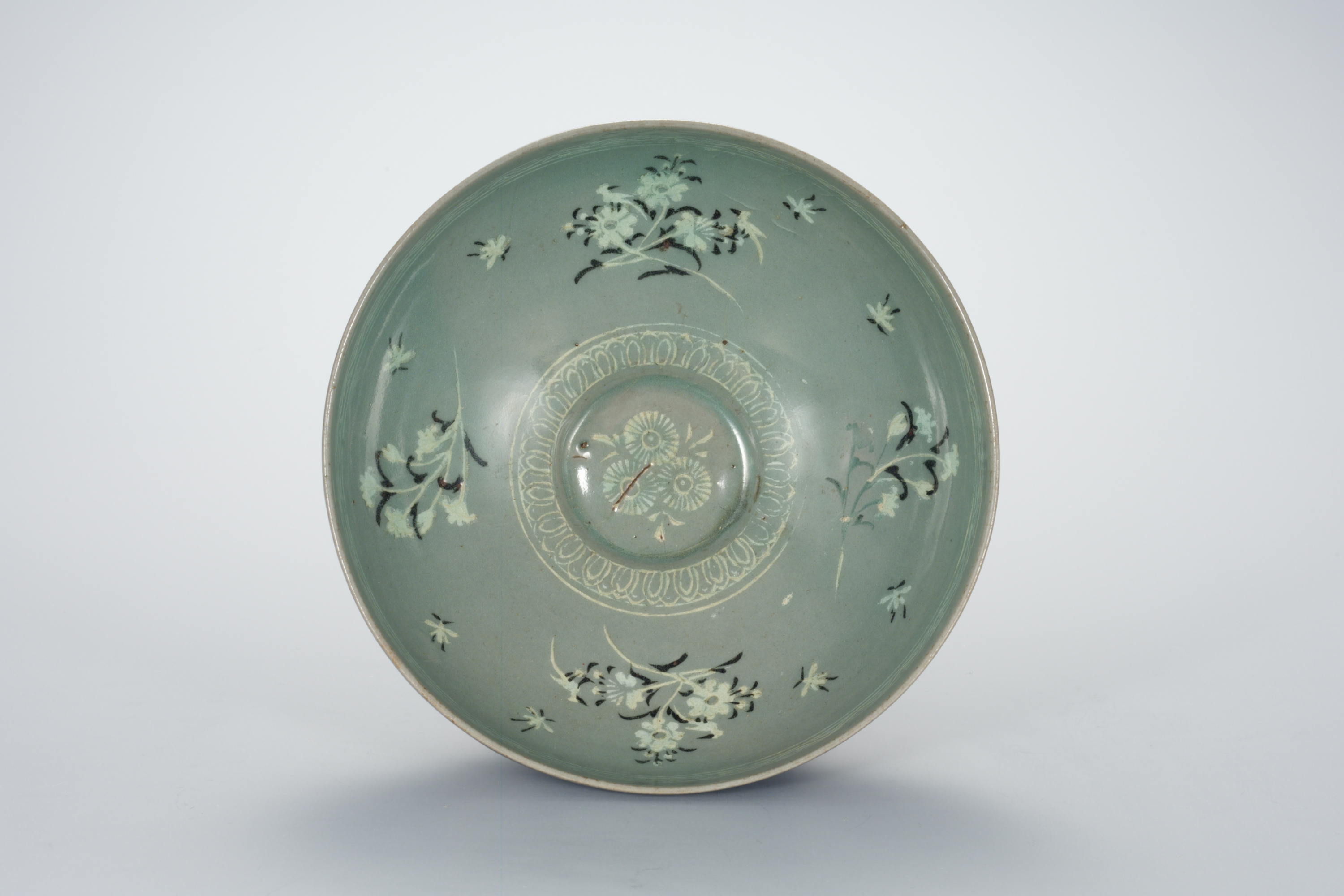